# مقياس درجة العزم
مقياس درجة العزم أو مقياس العزم الزلزالي (م.د.ع.، بالإنجليزية: MMS أو MW) (بالإنجليزية: moment magnitude scale) هو مقياس يستخدم في علم الزلازل لقياس شدة الزلزال من حيث الطاقة التي صدرت عنه. يعتمد المقياس على أساس عزم الزلزال والذي يساوي صلابة الأرض مضروبة في متوسط كمية الانزلاق على الفالق وحجم المساحة التي انزلقت. وضع هذا المقياس في سبعينات القرن العشرين والذي تلى مقياس ريختر الذي ظهر في الثلاثينات. مقياس MMS هو المقياس المستخدم حاليا لتقدير القيم لجميع الزلازل الكبيرة الحديثة من قبل هيئة المسح الجيولوجي بالولايات المتحدة.

## المقارنة بمقياس ريختر
مقياس العزم الزلزالي هو رقم يشير إلى قوة الزلزال، ويرتبط بالطاقة التي تطلق أثناء حدوث الزلزال. قام عالم الزلازل الياباني هيرو كاناموري بتصميم مقياس العزم الزلزالي الرقمي عام 1977م. وهذا المقياس تحسين لمقياس ريختر الذي اخترعه عالم الزلازل الأمريكي تشارلز ريختر عام 1935م. وفي كلا المقياسين يزيد القياس كلما كان الزلزال قويًا. ويكون مقياس ريختر ومقياس العزم الزلزالي متماثلين في معظم الزلازل التي تبلغ قوتها أقل من سبع درجات، ولكن يقيس مقياس العزم الزلزالي الزلازل القوية بصورة أكثر دقة.
يحدد العلماء مقدار العزم الزلزالي بطريقتين: الطريقة الأولى يتم فيها قياس طول وعمق صدع الزلزال وحركة الصخر عند الصدع. والصدع انكسار في القشرة الخارجية الصخرية للأرض، حيث تنزلق أجزاء الصخر بصورة متكررة بعضها على بعض. والطريقة الثانية يستقي العلماء المعلومات من مرسمة الزلازل أو السيسموجراف، وهي النبيطة (الجهاز) التي تسجل حركة الأرض، ويعتمد جهاز ريختر على بيانات مرسمة الزلازل.
إن الاختلاف الأساسي بين المقياسين يكون في ترددات الحركة التي يتم تسجيلها. والتردد قياس لحركة الأرض إلى الخلف والأمام في الثانية الواحدة. وأثناء الزلزال، تتحرك الأرض بترددات عديدة في الوقت نفسه. وتنتقل الحركات معًا خلال الأرض مثل موجات الراديو ذات الترددات المختلفة التي تنتقل عبر الأثير. ومثل جهاز الاستقبال في الراديو، تتم إدارة السيسموجرافات القديمة إلى نطاق معين للترددات.
يعتمد مقياس ريختر على قياس واحد: أكبر المسافات التي تتحركها الأرض في موجة معينة من الترددات المسجلة بنوع واحد من السيسموجرافات القديمة. ولا تشتمل هذه الموجة على الترددات المنخفضة التي تتحرك عندها الأرض. ولكن عندما تكون الزلازل كبيرة فإن حركتها تزيد أكثر عند الترددات المخفضة. ولذلك فإن مقياس ريختر ربما لا يجيد تقدير قوة الزلازل الكبيرة جدًا.
وبالمقارنة مع مقياس ريختر، فإن مقياس العزم الزلزالي يعتمد على المسافة الكبرى التي تتحركها الأرض عند الترددات الأكثر انخفاضًا التي يتم تسجيلها. ويسجل السيسموجراف عدة ترددات في المرة الواحدة، ولذلك فإن مقياس العزم الزلزالي يستطيع قياس درجة الزلزال بدقة في الزلازل الكبيرة والصغيرة على حد سواء.